# Veil of Maya
Veil of Maya es una banda de metalcore originaria de Chicago, Illinois, Estados Unidos. La alineación actual de la banda está compuesta por el guitarrista Marc Okubo, el baterista Sam Applebaum, el bajista Danny Hauser y el vocalista Lukas Magyar. Hasta el momento han sacado seis álbumes de larga duración. Los primeros cuatro álbumes de la banda son catalogados como deathcore mientras que en su quinto álbum la banda pasa directamente a un sonido metalcore. Se la considera una de las bandas más representativas dentro de la escena del djent.

## Historia

### Formación y demo (2004-2006)
Veil of Maya fue formado en 2004 en Chicago, Illinois después de que la banda de death metal melódico Insurrection se separara, lo que llevó a los miembros Marc Okubo (guitarra), Sam Applebaum (batería) y Kris Higler (bajista) a poner en marcha el nuevo proyecto. El guitarrista Timothy Marshall y el vocalista Adam Clemans se unieron poco después. Después de grabar un demo autoeditado en 2005, el guitarrista Scott Okarma se unió brevemente al grupo, participando en shows locales y giras. En este punto, Veil of Maya fue una banda de seis miembros con tres guitarristas, pero esto solo duró unos pocos meses, hasta que tanto Marshall como Okarma dejaran la banda. Bryan Ruppell reemplazó a ambos en la guitarra rítmica regresando a una alineación de cinco miembros.

### All Things Set AsideyThe Common Man's Collapse(2006-2009)
Con cinco miembros en la alineación, la banda grabó, auto-produjo y lanzó su primer álbum de larga duración All Things Set Aside a través de Corrosive Recordings en 2006. A principios de 2006, el vocalista Adam Clemans y el guitarrista Bryan Ruppell abandonan el grupo, Veil of Maya se alistó a buscar ayuda del entonces joven de 20 años Brandon Butler, exvocalista de la banda de metal cristiano Iscariot. La banda también decidió no buscar un nuevo guitarrista rítmico, dejando así a la banda con cuatro integrantes.
En 2008, tras varias giras y entrevistas, Veil of Maya firma con el sello discográfico Sumerian Records, El gerente de Sumerian Shawn Keith y el fundador Ash Avildsen informaron que se sentían muy entusiasmados con la asociación.
El segundo álbum de la banda The Common Man's Collapse fue grabado con Butler en 2008 y lanzado el mismo año. Poco después del lanzamiento del álbum, la banda separó de sus filas al bajista original Kristopher "Kris" Higler en 2009, y fue sustituido por Matt Pantelis, quien formaba parte de Born of Osiris.

### [id]yEclipse(2010-2012)
Después del lanzamiento de su segundo álbum, en los siguientes meses realizaron una extensa gira antes de escribir y grabar su siguiente álbum [id] fue puesto lanzado el 6 de abril de 2010, y alcanzó el número 107 en el top Billboard 200. La banda volvió a trabajar con el productor Michael Keene guitarrista de The Faceless para este álbum, que anteriormente produjo The Common Man's Collapse. El nombre del álbum se deriva del personaje principal del juego Xenogears para PlayStation;[cita requerida] el propio álbum también contiene varios conceptos y referencias a otros temas de la cultura popular, especialmente los programas de televisión.
Después del lanzamiento de [id], Pantelis también dejó la banda, lo que llevó a Danny Hauser a reemplazarlo en 2010; actual bajista de la banda. El 13 de enero de 2012, Sumerian Records lanzó un teaser de Eclipse. El 17 de enero, el sencillo "Vicious Cicles", fue lanzado en el iTunes Store. Entonces Eclipse fue liberado el 28 de febrero de 2012, álbum que fue producido y coescrito por el guitarrista de Periphery Misha Mansoor.

### Salida de Butler, Nuevo Vocalista, Matriarch yFalse Idol(2014-presente)
El guitarrista Marc Okubo anunció que los fanes pueden esperar o bien un nuevo EP o un nuevo álbum a finales del 2013; "Si no es un álbum, los fanes pueden esperar, al menos, un EP de este año y un nuevo álbum el próximo año." Finalmente, el 30 de octubre de 2013, Veil of Maya lanza el sencillo Subject Zero en streaming a través de Sumerian Records.
El 26 de septiembre de 2014, se anunció que el vocalista Brandon Butler abandonaba la banda tras permanecer 7 años en ella. Butler comentó sobre su salida citando diferencias personales y creativas, sin embargo, seguirá apoyando a sus excompañeros en próximos lanzamientos.
El 1 de enero de 2015, la banda da a conocer a su nuevo vocalista Lukas Magyar de la banda Arms of Empire y estrena el sencillo Phoenix perteneciente a su quinto álbum de larga duración titulado Matriarch, el cual fue lanzado el 12 de mayo de 2015.
El 20 de octubre de 2017 la banda lanza su sexto álbum de estudio titulado False Idol.
Actualmente la banda se encuentra trabajando en su séptimo álbum de estudio del cual ya se han lanzado cuatro sencillos los cuales son "Members Only" publicado el 13 de septiembre de 2019, "Outsider" publicado el 4 de mayo de 2020, "Viscera" publicado el 26 de febrero de 2021 y "Outrun" publicado el 5 de octubre de 2021.
El 19 de septiembre de 2024, la banda anunció que haría una pausa para "reevaluar nuestro futuro".

## Miembros

### Miembros actuales
- Marc Okubo - guitarra (2004-2024)
- Sam Applebaum - batería (2004-2024)
- Danny Hauser - bajo (2010-2024)
- Lukas Magyar - voz (2014-2024)

### Miembros antiguos
- Brandon Butler - voz (2007-2014)
- Timothy Marshall - guitarra (2004-2006)
- Scott Okarma - guitarra (2006)
- Bryan Ruppell - guitarra (2006-2007)
- Adam Clemans - voz (2004-2007)
- Kristopher Higler - bajo (2004-2009)
- Matthew C. Pantelis - bajo (2009-2010)

## Discografía

### Álbumes de estudio
- All Things Set Aside (7 de noviembre de 2006)
- The Common Man's Collapse (1 de abril de 2008)
- [id] (6 de abril de 2010)
- Eclipse (28 de febrero de 2012)
- Matriarch (12 de mayo de 2015)
- False Idol (20 de octubre de 2017)
- Mother (12 de mayo de 2023)

### Sencillos
- Vicious Circles (17 de enero de 2012)
- Subject Zero (30 de octubre de 2013)
- Phoenix (1 de enero de 2015)
- Overthrow (13 de septiembre de 2017)
- Members Only (13 de septiembre de 2019)
- Outsider (4 de mayo de 2020)
- Viscera (26 de febrero de 2021)
- Outrun (5 de octubre de 2021)

### Videografía
| Título                        | Año  | Director               | Álbum                     |
| ----------------------------- | ---- | ---------------------- | ------------------------- |
| "It's Not Safe to Swim Today" | 2009 | Andrew Palaski         | The Common Man's Collapse |
| "Unbreakable"                 | 2010 | Raul Gonzo             | [id]                      |
| "20/200 // Divide Paths"      | 2013 | –                      | Eclipse                   |
| "Mikasa"                      | 2015 | Ramon Boutviseth       | Matriarch                 |
| "Aeris"                       | 2015 | Ramon Boutviseth       | Matriarch                 |
| "Overthrow"                   | 2017 | Erez Bader / West Webb | False Idol                |
| "Doublespeak"                 | 2017 | Erez Bader / West Webb | False Idol                |
| "Outsider"                    | 2020 | Orie McGinness         | –                         |
| "Viscera"                     | 2021 | –                      | –                         |
| "Outrun"                      | 2021 |                        |                           |